# 费利切托
费利切托（法語：Feliceto，法語發音：[felitʃɛto]）是法国上科西嘉省的一个市镇，属于阿雅克肖区。

## 地理
费利切托（42°32'37"N, 8°56'7"E）面积15.25 平方千米，位于法国上科西嘉省，该省份位于科西嘉北部，后者为地中海西部的一座岛屿，也是法国的一个单一领土集体，位于法国大陆部分的东南面，意大利半島的西面，最近的地块是紧邻意大利的撒丁岛。
与费利切托接壤的市镇（或旧市镇、城区）包括：皮奥焦拉、斯佩隆卡托、圣安东尼诺。

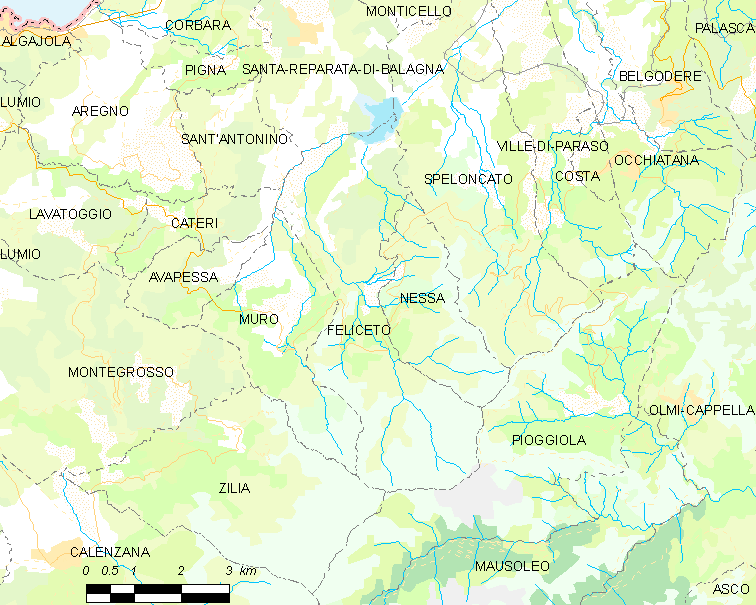
费利切托的OSM定位图

费利切托的时区为UTC+01:00、UTC+02:00（夏令时）。

## 行政
费利切托的邮政编码为20225，INSEE市镇编码为2B112。

## 政治
费利切托所属的省级选区为利勒鲁斯县。

## 人口

1962-2008年间费利切托人口变化图示

费利切托于2022年1月1日时的人口数量为233人。